# Varbla
Varbla è un comune rurale dell'Estonia meridionale, nella contea di Pärnumaa. Il centro amministrativo è l'omonima località (in estone küla).

## Località
Oltre al capoluogo, il comune comprende altre 39 località: 
Allika, Ännikse, Aruküla, Helmküla, Haapsi, Hõbesalu, Kadaka, Kanamardi, Käru, Kidise, Kilgi, Koeri, Korju, Kulli, Maade, Mäliküla, Matsi, Mereäärse, Mõtsu, Muriste, Nõmme, Õhu, Paadrema, Paatsalu, Piha, Rädi, Raespa, Raheste, Rannaküla, Rauksi, Saare, Saulepi, Selja, Sookalda, Tamba, Täpsi, Tiilima, Tõusi, Vaiste.